# Window of the World
La Window of the World (xinès: 世界之窗) és un parc temàtic situat a la part occidental de la ciutat de Shenzhen, a la República Popular de la Xina. Té unes 130 reproduccions d'algunes de les atraccions turístiques més famoses del món agrupades en 48 hectàrees. Els 108 metres de la Torre Eiffel dominen l'horitzó i la visió de les piràmides i el Taj Mahal a prop l'un de l'altre formen part de l'atractiu d'aquest parc temàtic.

## Transport
Les estacions de Window of the World de les línies 1 i 2 del metro de Shenzhen es troben davant del parc. El monorail Happy Line té una parada a prop de Window of the World.
El Monorail i cotxes oberts circulen dins del parc.

## Llista de principals atraccions en la Window of the World

Rèplica de la Torre Eiffel

### Regió d'Europa
- El Cerví[1] i els Alps entre el cantó de Valais de i la regió de la vall d'Aosta d'Itàlia Suïssa Itàlia
- La glorieta als jardins del Palau de Schönbrunn i el monument de Johann Strauss en Stadtpark de Viena,  Àustria
- El Monticle del Lleó prop de Waterloo,  Bèlgica
- L'estàtua de  Sireneta de Copenhaguen,  Dinamarca
- França
  - La Torre Eiffel, Arc de Triomf de l'Étoile, Piràmide del Louvre, Notre-Dame de París, Arc de la Défense, Jardins del Trocadéro, i Fontaine des Quatre-Parties-du-Monde a París, Illa de França
  - El Palau de Versalles prop de la ciutat de Versalles, Illa de França
  - Le Mont-Saint-Michel a Normandia
  - L'aqüeducte Pont del Gard de Verç, Llenguadoc-Rosselló
- Alemanya
  - La Catedral de Colònia de Colònia, Rin del Nord-Westfàliae 'Hohenschwangau, Baviera
- Grècia
  - L'Acròpoli d'Atenes
  - La Porta dels Lleons a Micenes de Mykines, Argolis
- Itàlia
  - El Colosseu, Basílica de Sant Pere, Palazzo Poli, Columna de Trajà, i la plaça d'Espanya de Roma, Laci
  - Canals i Plaça de Sant Marc de Venècia, Vèneto
  - Torre de Pisa i catedral de Pisa, Toscana
  - La Piazza della Signoria de Florència, Toscana
- Molí de vent i tulipes dels  Països Baixos
- Rússia
  - El Kremlin de Moscou, Central Federal District
  - Palau d'Hivern de Sant Petersburg, Districte Federal nord-occidental
  - Pogost Kijí prop del llac Onega en la República de Carèlia
- Espanya
  - L'Alcàsser de Segòvia, Castella i Lleó
  - El patí dels Lleons en el complex Alhambra, a Granada, Andalusia
  - El Park Güell, a Barcelona, Catalunya
- Regne Unit
  - El Palau de Westminster, Palau de Buckingham, Pont de la Torre de Londres, Anglaterra
  - Stonehenge, prop de Salisbury, Anglaterra
  - The Uffington White Horse d'Oxfordshire, Anglaterra

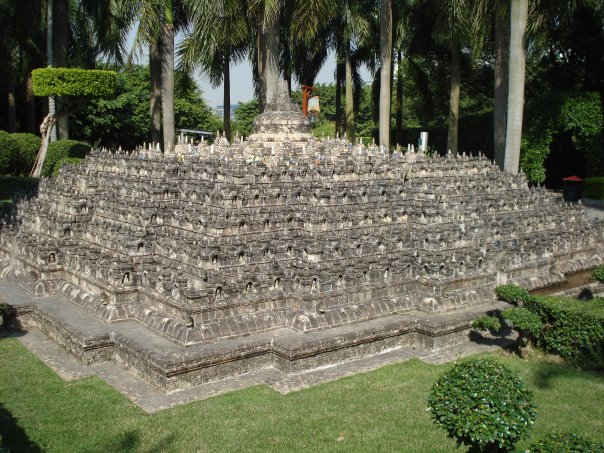
Rèplica del Temple Borobudur

### Regió d'Àsia
- Un llogaret costaner del sud-est asiàtic
- Angkor Vat de Siem Reap  Cambodja
- El paifang al temple Yonghe de Pequín,  R.P. de la Xina
- Índia
  - El Taj Mahal d'Agra, Uttar Pradesh
  - La Gran Stupa de Sanchi, Madhya Pradesh
  - El temple de Kandariya Mahadeva de Khajuraho, Madhya Pradesh
  - El Temple de Mahabodhi de Bodh Gaya, Bihar
  - La Suryakunda en el Temple del Sol de Modhera, Gujarat
  - Les Coves de Bhaja de Poona, Maharashtra
  - Les Coves de Karla de Karli, Maharashtra
- Borobudur of Magelang Regency,  Indonèsia
- Iran
  - Persèpolis de Marvdasht, província de Fars
  - Mesquita Hakim d'Esfahan, província d'Esfahan
- Iraq
  - La Porta d'Ixtar de Babilònia, Governació de Babil
  - El Gran mesquita de Samarra de la Governació de Salah ad-Din
- Japó
  - Mont Fuji
  - Palau Imperial de Tòquio, Prefectura de Tòquio
  - La Vila Imperial Katsura de Kyoto, Prefectura de Kyoto
  - Castillo d'Himeji, Prefectura de Hyōgo
  - El torii en el santuari d'Itsukushima d'Hatsukaichi, prefectura d'Hiroshima
  - Hōryū-ji d'Ikaruga, prefectura de Nara
- Les Torres Kuwait d'Al-Kuwait,
- Wat Xieng Thong de Luang Prabang,  Laos
- El temple de Kek Lok Si d'Air Itam,  Malàisia
- Pagoda Shwedagon de Yangon,
- L'estupa en Swayambhunath de Katmandú,
- Potongmun de Pyongyang,
- L'estàtua de Merlion de Merlion Park,
- Palau Gyeongbok de Seül,  Corea del Sud
- La Ruwanwelisaya d'Anuradhapura,
- El Temple del Buda Esmeralda (Wat Phra Kaew) en el Gran Palau de Bangkok,  Tailàndia
- Santa Sofia d'Istanbul,  Turquia
- La pagoda d'un pilar de Hanoi,  Vietnam

### Regió d'Oceania
- - The Òpera de Sydney and Pont del Port de Sydney de Sydney, Nova Gal·les del Sud
  - Ulurú (Ayers Rock) del Territori del Nord
  - Capità James Cook Memorial de Canberra, Territori de la Capital Australiana
- - Jardins botànics i Moeraki Boulders

### Regió d'Àfrica
- La casa rodona i els edificis de maó de fang del continent
- - Les Piràmides de Guiza i l'Esfinx de Guiza, Governació del Caire
  - Abu Simbel, Governació d'Assuan
  - La porta d'entrada del Temple d'Edfú, Governació d'Assuan
  - El far d'Alexandria
- - Parc nacional de la Masai Mara en el comtat de Narok

Gratacel de la ciutat de Nova York

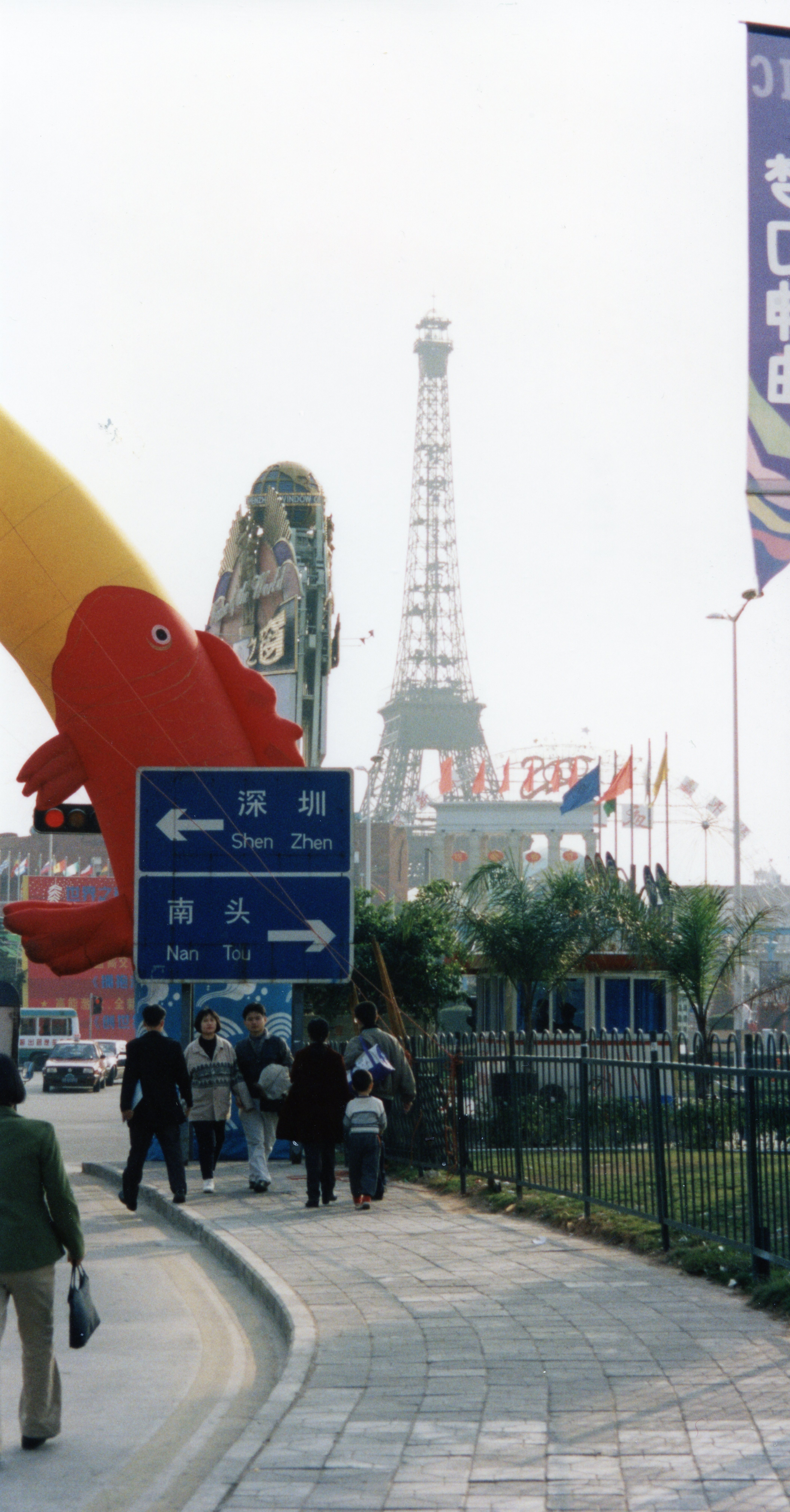
Vista al carrer de la finestra del món

### Regió d'Amèrica
- Niagara Falls entre i  Canadà Estats Units
- Els pols i els llargs dels pobles indígenes de la costa nord-oest del Pacífic
- Brasil
  - Corcovado amb el Crist Redemptor de Rio de Janeiro de Rio de Janeiro.
  - Congrés Nacional del Brasil de Brasília, Districte Federal
  - La selva amazònica
- Les estàtues Moai de l'Illa de Pasqua (Rapa Nui),  Xile
- Brattahlíð,
- Mèxic
  - Chichén Itzá Temple de Kukulkan de Tinúm, Yucatán
  - El temple de l'estrella del matí amb Toltec Warrior Telamons de Tula d'Allende, Hidalgo (estat)
  - Caps colossals olmeques
- Els dibuixos lineals de Nazca,  Perú
- Estats Units
  - El Mont Rushmore National Memorial de Keystone, South Dakota
  - Els gratacels del Manhattan i l'estàtua de la llibertat de Nova York, Nova York
  - El Capitoli dels Estats Units, la Casa Blanca, el Lincoln Memorial, National Mall, i Jefferson Memorial de Washington, D. C.
  - El Gran Canyó d'Arizona
  - Els volcans de Hawaii
- Veneçuela
  - Salto Angel del Parc Nacional Canaima, Estat Bolívar
  - Les inundacions torrencials de Vargas

### Altres regions

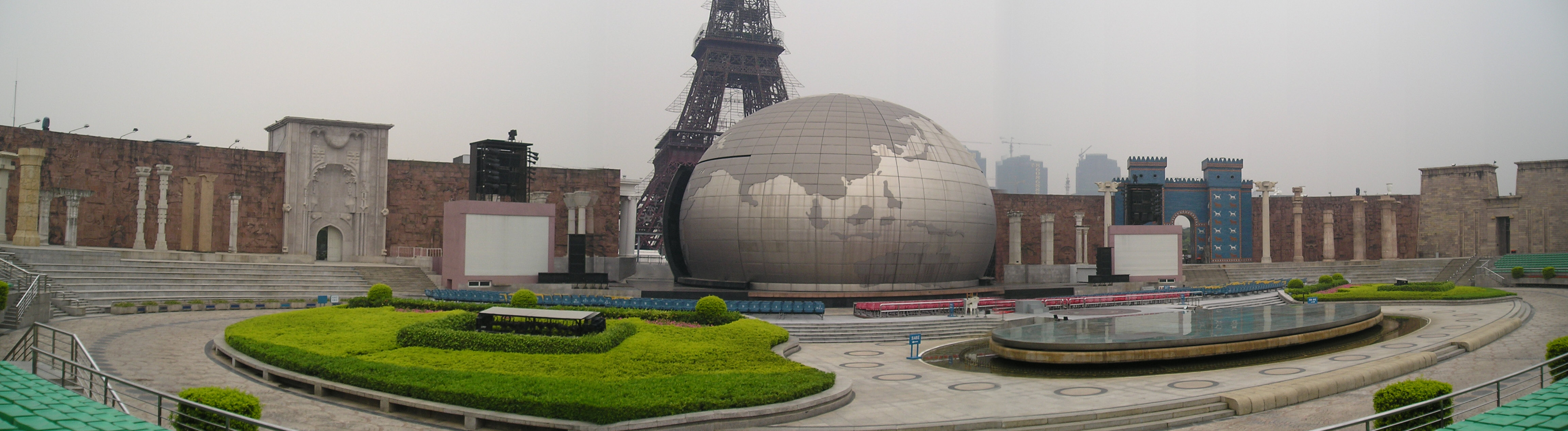
Vista panoràmica d'entrada principal

- Carrer Àsia
- carrer islamic
- Església del carrer estil europeu
- La Plaça de l'Atmosfera
- Jardí d'escultures mundials